# Atarba (Atarbodes) marginata
Atarba (Atarbodes) marginata is een tweevleugelige uit de familie steltmuggen (Limoniidae). De soort komt voor in het Oriëntaals gebied.